# География Сомали

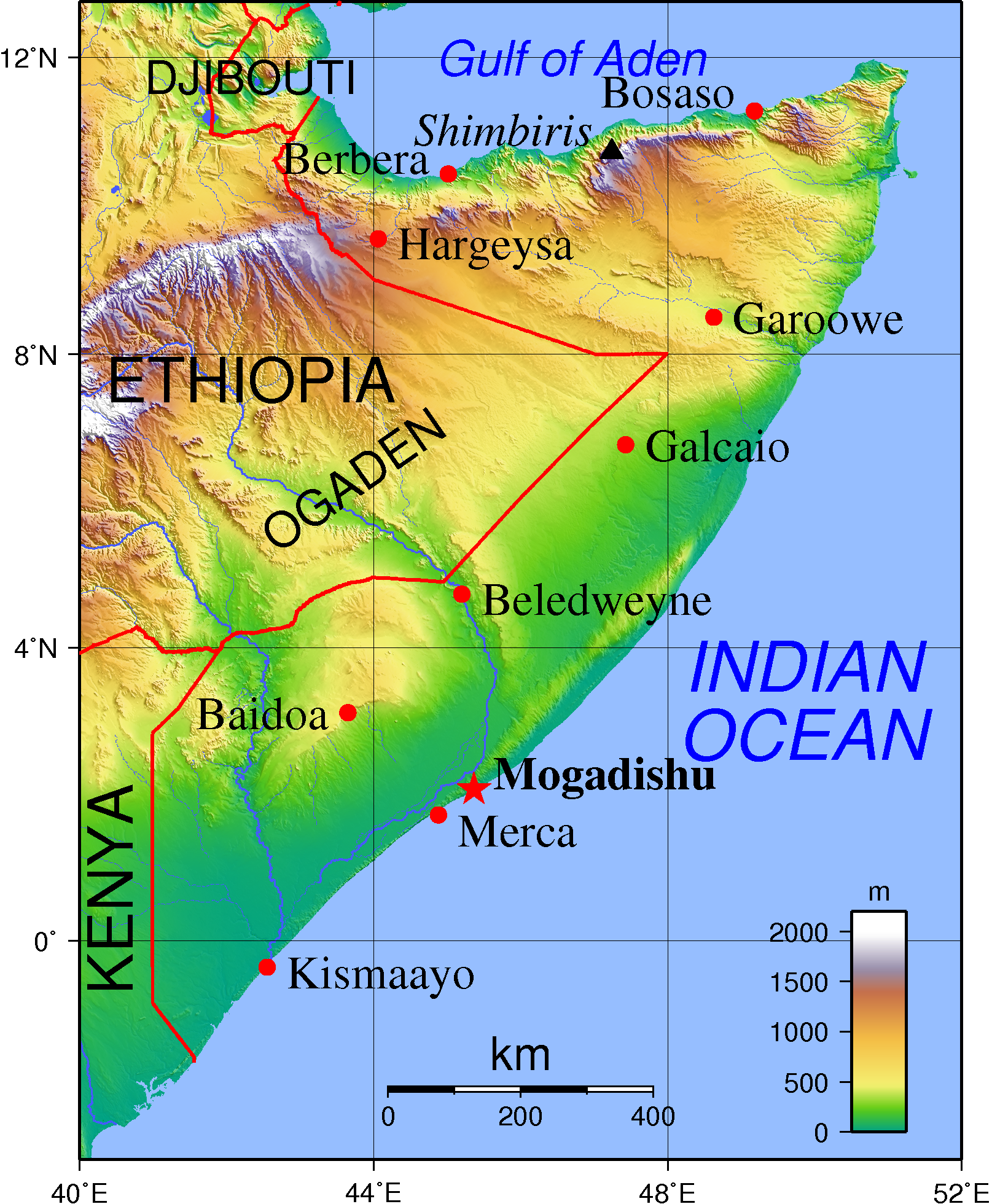
Топографическая карта Сомали

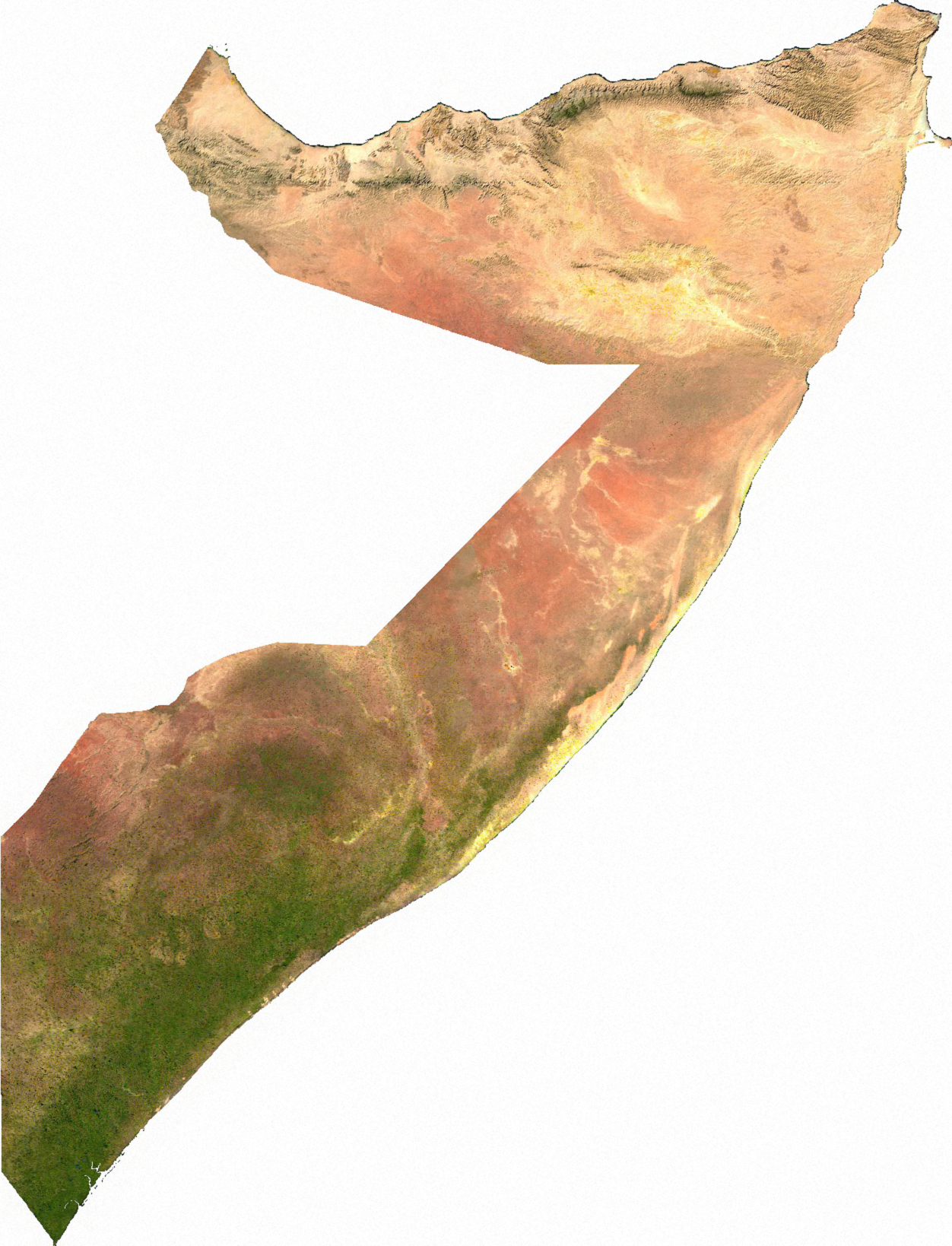
Спутниковый снимок территории государства

Государство Сомали́ расположено в восточной части Африки и занимает крайний восток полуострова Африканский рог, известного также как полуостров Сомали. Кроме Сомали на полуострове расположены также Джибути, часть Эфиопии и Эритреи. Большую часть территории страны занимают плоскогорья и плато. Климат Сомали главным образом аридный, с довольно скудными осадками на большей части территории. Благодаря своему географическому положению государство имеет самую длинную береговую линию среди всех стран Африки, которая простирается на 3300 км.

## Территория и границы
Сомали имеет сухопутную границу с Кенией (на юго-западе), Эфиопией (на западе) и Джибути (на северо-западе). На востоке омывается водами Индийского океана, а на севере — водами Аденского залива. Общая протяжённость границы составляет 2366 км, из них с Эфиопией — 1626 км, с Кенией — 682 км и с Джибути — 58 км. Длина береговой линии — 3300 км. Площадь государства — 637 657 км², из них земли составляют 627 337 км², а внутренние воды — 10 320 км². Высшая точка территории — гора Шимбирис (2416 м над уровнем моря); низшая точка — уровень Индийского океана.

## Рельеф
Территория Сомали представляет собой главным образом плоскогорье Огаден со средними высотами около 900 м над уровнем моря, которое к северу постепенно повышается и образует плато Хауд. Плато образовано большей частью молодыми известняками и песчаниками. На крайнем севере, вдоль Аденского залива, находится узкая прибрежная равнина, которая значительно расширяется к западу от города Бербера. Вдоль неё протянулся поднятый край плоскогорья, который круто обрывается к прибрежной равнине скалистыми уступами. На юго-западе Сомали простирается обширное плато Голгодон, которое постепенно понижается по направлению к Индийскому океану. Крайний юг и юго-восток страны представляют аллювиальные равнины, которые отделены от океана грядой древних дюн, протянувшейся более чем на 1000 км от Кисмайо на юге до Хобьо на севере.

## Внутренние воды

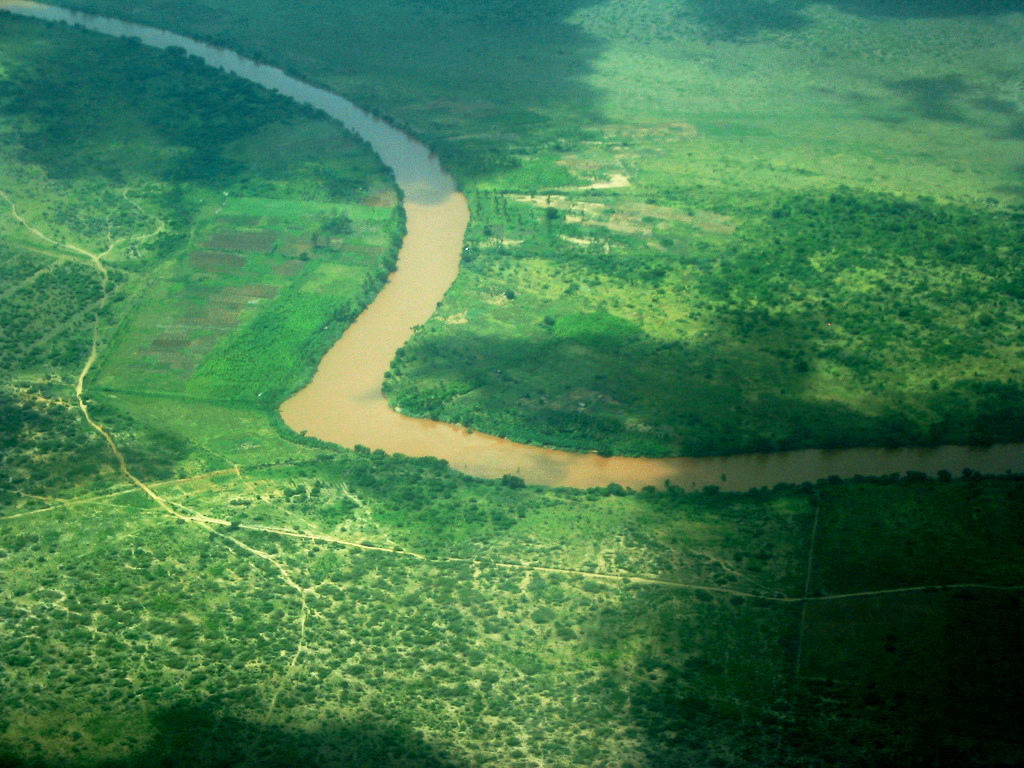
Река Джубба вблизи города Джамаме

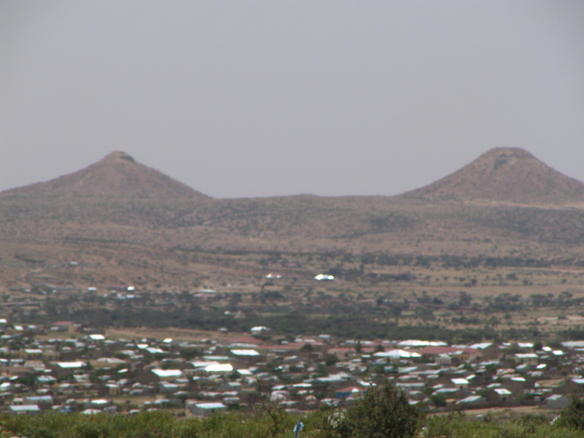
Холмистая местность на северо-западе Сомали

Единственные непересыхающие реки Сомали — Джубба и Уабе-Шэбэлле, расположены в южной части страны. Начинаясь на Эфиопском нагорье, обе реки глубоко врезаются в плато вплоть до места, где они достигают аллювиальных равнин. Джубба несёт свои воды прямо к Индийскому океану, в который она впадает вблизи Кисмайо. Уабе-Шэбэлле резко поворачивает к северу от Могадишо и течёт вдоль побережья вплоть до места, где она встречается с Джуббой. Джубба более многоводна, чем Уабе-Шэбэлле, которая в своём нижнем течение во время продолжительной засухи иногда теряется в песках. Большая часть остальных рек страны протекают в узких долинах плато и плоскогорий и имеют сезонный характер. Грунтовые воды на большей части страны расположены глубоко и имеют повышенную концентрацию минералов. Уабе-Шэбэлле и Джубба имеют крайне большое значение для населения и живой природы Сомали, особенно в сухой сезон.

## Климат
Сомали характеризуется субэкваториальным муссонным климатом; на севере страны климат тропический пустынный и полупустынный. В целом выделяют сухой сезон (с января по апрель), сезон дождей (с конца июня по сентябрь) и переходные периоды, однако осадки отличаются своей нерегулярностью. Вся территория страны характеризуется крайне высокими средними температурами в течение всего года, так дневные максимумы варьируются обычно от +30 до +40 °С за исключением наиболее высоких районов и некоторых районов на восточном побережье, которые находятся под действием холодного прибрежного течения. Средние месячные температуры меняются от +34 до +42 °С на северном побережье и достигают +24 °С в горах. В стране были зафиксированы одни из самых высоких среднегодовых температур в мире. На севере и в горных районах иногда случаются заморозки.
Сомали характеризуется довольно скудными осадками. На северо-востоке обычно выпадает менее 100 мм осадков в год (в ряде районов даже менее 50 мм), в центральных районах — от 200 до 300 мм. Наиболее обильные осадки выпадают на северо-западе и юго-западе страны, которые достигают 510 и даже 610 мм в год. Осадки крайне нестабильны, обычно принимают форму ливневых дождей.

## Живая природа
Растительность плато включает высокие грубые травы. Иногда встречаются заросли кустарников и деревьев, среди них можно отметить мимозу, акацию, алоэ, эфироносные кустарники. В горах на севере страны имеются небольшие рощицы кедра, смоковницы и можжевельника. Из-за неграмотного использования земли во многих районах естественная растительность была полностью уничтожена. Фауна включает такие виды как зебры, гиены, лисицы, различные виды антилоп, львы, леопарды, бородавочники, различные птицы и др. Такие крупные виды животных как слоны, жирафы и носороги были, вероятно, почти полностью уничтожены браконьерами. После начала гражданской войны в 1991 году какие-либо меры по охране природы в Сомали полностью отсутствуют.